# Irina Kouberskaya
Irina Kouberskaya (Moscú, 1946) es una actriz y directora teatral y cinematográfica rusa. 
Codirectora del Teatro Tribueñe, miembro fundador de la Academia de las Artes Escénicas de España (AAEE) y miembro de la Asociación de Directores de España (ADE).
Ha creado, junto con el director Hugo Pérez de la Pica, un nuevo espacio teatral en Madrid: el Teatro Tribueñe, que levanta su telón por primera vez en 2003. Su trabajo ha sido premiado tanto a nivel nacional (Premio Ojo Crítico 2012 de RNE) como internacional (Premio a la Mejor Dirección e Interpretación en el Festival Internacional de Teatro de Chéjov 2011 de Yalta, Ucrania) en repetidas ocasiones.

## Trayectoria
Licenciada en 1968 con diploma de Honor en la Escuela Superior de Teatro, Música y Cinematografía de San Petersburgo, Rusia.  Desde su llegada a España en 1973 colaboró con el TEI (Teatro Experimental e Independiente), con el TEC (Teatro Estable Castellano), con la RESAD (Real Escuela Superior de Arte Dramático) y con el Laboratorio de William Layton.
A lo largo de su carrera como actriz ha trabajado con directores como William Layton, Mario Camus, Marta Mesaroz, Juan Carlos Pérez de la Fuente, Paloma Pedrero, Luis García Sánchez, Eloy de la Iglesia, Miguel Hermoso, Fernando Méndez Leite y Hugo Pérez de la Pica.
En 2003 crea junto con Hugo Pérez de la Pica un nuevo espacio teatral en Madrid: el Teatro Tribueñe.
En febrero de 2009 estrena en el Teatro Fontanka de San Petersburgo, Rusia, las obras Ligazón y La rosa de papel de Ramón María del Valle-Inclán. Un gran acontecimiento teatral ya que por primera vez en Rusia se estrenaba una obra de este autor en ruso, con la traducción de Irina Kouberskaya e Igor Kubersky.
En 2012 recibe junto a Hugo Pérez de la Pica el Premio Ojo Crítico de Teatro de RNE,  por "su compromiso con un modo especial de concebir y de materializar el hecho teatral, al tiempo que investiga nuevos lenguajes escénicos, alternando textos ya consagrados con los de autores por descubrir".

### Teatro
| Año  | Obra | Sala | Contribución                                                 |
| 2024 | Deje que el viento hable Inspirada en el legado poético de Tonino Guerra                                                                                    | Teatro Tribueñe (desde 2024) Festival Tonino Guerra en Pennabilli, Rimini, Italia (2025) | Dramaturgia y dirección                                      |
| 2023 | Borrachos Autor Iván Viripaev | Teatro Tribueñe (desde 2023) | Dirección                                                    |
| 2022 | La cordura loca de Lady Macbeth Basado en Macbeth de William Shakespeare                                                                                    | Teatro Tribueñe (desde 2022) St. John`s Hoxton, Festival del teatro español en Londres, Festelón (2024) Corral de Comedias de Alcalá de Henares (2023) Festival de Teatro Clásico de Olmedo (2023) Gira Comunidad de Madrid (2023) | Dramaturgia y dirección                                      |
| 2020 | La balada de Caperucita Juguete dramático alrededor del poema de Federico García Lorca                                                                      | Teatro Tribueñe (desde 2020) | Dramaturgia y dirección                                      |
| 2019 | El vuelo de Clavileño Basada en el capítulo XXXVI y siguientes de El Quijote                                                                                | Teatro Tribueñe (desde 2019) Gira Red de teatros de la Comunidad de Madrid (2020) Teatro Fontanka de San Petersburgo, Rusia (2019)· Festival Internacional de Teatro Clásico de Almagro (2019) Festival de Teatro Clásico de Olmedo (2021) | Dramaturgia y dirección                                      |
| 2018 | Amiga Sobre un fragmento de la vida de Marina Tsvetáyeva | Teatro Tribueñe (desde 2019) Festival Experimenta 19 Rosario, Argentina (2024)· Teatro Picadero, Buenos Aires, Argentina (2024) Gira Comunidad de Madrid (2023) Teatro Montalvo (Cercedilla) (2022) Dferia San Sebastián 2020 V Muestra de Artes Escénicas SURGE Madrid 2018 | Dramaturgia y dirección                                      |
| 2015 | La mirada de Eros Basada en el Cuento de Vladimir Nabokov                                                                                                   | Teatro Tribueñe (2015-20 Muestra de teatro de Alcoy (2022) 34 Festival de Teatro de Málaga (2017) Teatro Lara de Madrid (Oct 2016) Teatro Fontanka de San Petersburgo, Rusia (2016) | Dramaturgia y dirección                                      |
| 2014 | Regreso al hogar Autor Harold Pinter | Teatro Tribueñe (2014-2015) 41 Festival Internacional De Teatro Contemporáneo Lazarillo (2015) | Dirección                                                    |
| 2014 | Navegando por ideas escondidas Sobre textos de autores rusos del XIX y XX                                                                                   | Teatro Tribueñe (2014-2016) Muestra de creación escénica Surge Madrid (2014) | Autora, dirección, actriz                                    |
| 2013 | Bodas de sangre Autor Federico García Lorca | Teatro Tribueñe (2013-2016) I Festival Me vuelves Lorca (2015) Teatro Gubernamental Fontanka, San Petersburgo (2015) XXXV Festival de Teatro Ciudad de Palencia (2014) Real Coliseo Carlos III de El Escorial (2014) | Dirección                                                    |
| 2010 | La casa de Bernarda alba Autor Federico García Lorca | Teatro Tribueñe (desde 2010) XXV Certamen Nacional de Teatro Garnacha de La Rioja (2022) Teatro Cine Doga de Nájera (2023) Teatro principal de Zamora (2020) 34 Festival de teatro de Málaga (2017) II Festival Me vuelves Lorca (2016) Teatro Español, Madrid (2014) Festival Internacional de Teatro Contemporáneo Lazarillo (2014) Teatro Avenida de Santo Domingo de la Calzada (2014) Teatro Ideal de Calahorra (2014) XVI Certamen Nacional de Teatro Garnacha de Rioja (2013) XXXII Festival de Teatro Ciudad de Palencia (2013) Festival Internacional de teatro “Butrinti 2000”, Albania (2013) Argel dentro de la programación del Instituto Cervantes y el AECID (2012) Teatro Zorrilla de Valladolid (2012) Abre la temporada teatral del Teatro Fontanka de San Petersburgo, Rusia (2011) 15º Festival Internacional de teatro, música y danza de Las Palmas de Gran Canaria (2011) Real Coliseo Carlos III de El Escorial (2011) | Codirección Irina Kouberskaya y Hugo Pérez de la Pica Actriz |
| 2009 | El jardín de los cerezos Autor Antón Chejov | Teatro Tribueñe (2009-2012) Teatro Fontanka, San Petersburgo. Año Dual España-Rusia (2011) Festival Internacional de Teatro de Chéjov de Yalta, Ucrania (2011) | Dirección, actriz                                            |
| 2008 | Ligazón Autor Ramón Mª del Valle-Inclán | Teatro Tribueñe (desde 2008) Certamen internacional de teatro Noctívagos (2016) Círculo de Bellas Artes - XV Noche de Max Estrella (2012) XXX Festival de Teatro Ciudad de Palencia (2009)Teatro Municipal de Pinto Francisco Rabal (2009) Auditorio Municipal Gustavo Freire, Lugo (2008) | Dirección                                                    |
| 2008 | Amor de don Perlimplín con Belisa en su jardín Autor Federico García Lorca                                                                                  | Teatro Tribueñe (2008-2010) Arenas de San Pedro (Ávila) (2009) Gira en la red de teatros de la Comunidad de Madrid – 2 temporadas (2009) | Dirección                                                    |
| 2006 | Por los ojos de Raquel Meller, de Hugo Pérez de la Pica | Teatro Tribueñe (2006-2013) Teatro Auditorio Revellín, Ceuta (2013) Teatro Principal de Palencia (2012) Teatro Salón Cervantes, Alcalá de Henares – Madrid (2012) Teatro Barakaldo, Vizcaya (2012) Biblioteca Nacional de España, representación de extractos del espectáculo (2012) Teatro Arteria Paral.lel (Barts), Barcelona (2011) Teatro Principal Zaragoza (2011) Y otros teatros de la Comunidad de Madrid y Ávila | Actriz                                                       |
| 2005 | Retablo de la avaricia, la lujuria y la muerte Autor Ramón Mª del Valle-Inclán Ligazón, El embrujado, La cabeza del Bautista y La Rosa de Papel. Sacrilegio | Círculo de Bellas Artes de Madrid. Incentenario Valle Inclán 2017 Teatro Tribueñe (2005-2008) Museo Valle-Inclán, A Pobra do Caramiñal, La Coruña (2008) 1ª Edición Premios Valle-Inclán de Teatro (2007) Teatro Fontanka, San Petersburgo, Rusia (2005) | Dirección                                                    |
| 2004 | Los rastros esparcidos Espectáculo poético protagonizado por el poeta y cantautor Pablo Guerrero y el músico Suso Saiz                                      | Teatro Tribueñe (2004) | Dirección escénica                                           |
| 2003 | Ligazón Adaptación de la obra de Valle Inclán con la compañía de Diego Llori                                                                                | Auditorio Adolfo Marsillach de San Sebastián de los Reyes (2003) | Dirección escénica                                           |
| 2000 | Los dioses hablan por la boca de sus vecinos (2000) Espectáculo poético protagonizado por el poeta y cantautor Pablo Guerrero y el músico Suso Saiz         | Cáceres (2000) Teatro Lope de Vega, Sevilla (2004) | Dirección escénica                                           |
| 1999 | Payos como olivos Dirección y coreografía: Diego Llori (1999)                                                                                               | Teatro Albéniz | Dirección escénica                                           |
| 1995 | Amor de Loco Autor Sam Shepard | Teatro Alfil | Codirección Irina Kouberskaya y José Pedro Carrión           |
| 1976 | La increíble fábrica del profesor Smith Autor José Luis García Sánchez                                                                                      | Teatro Alfil | Dirección                                                    |

### Como directora cinematográfica
Dirige las siguientes obras:
| Año  | Obra |
| 1985 | Pasarán los días  Interpretación de Paco Rabal  Premio del Ministerio de Cultura Calidad Especial                                                                                           |
| 1981 | Sanatorio del calzado  Interpretación de William Layton  Premio al Mejor Cortometraje, Festival de cortometrajes Oberhausen de Alemania  Premio del Ministerio de Cultura Calidad Especial |
| 1979 | Hola Natalia  Premio Griffith al Mejor Cortometraje del año  Premio del Ministerio de Cultura Calidad Especial                                                                              |

## Premios y galardones
| Año  | Certamen | Distinción |
| 2022 | XXV Certamen Nacional de Teatro Garnacha de La Rioja (2022) La casa de Bernarda Alba, de Federico García Lorca                                               | Mejor Espectáculo segundo premio Mejor Actriz de Reparto (Chelo Vivares)                                           |
| 2015 | Premios Max Regreso al hogar, de Harold Pinter | Finalista Mejor Producción Privada                                                                                 |
| 2015 | XVIII Certamen de Teatro para directoras de Escena de Torrejón de Ardoz (2015) Regreso al hogar, de Harold Pinter                                            | Segundo Premio |
| 2013 | XVI Certamen Nacional de Teatro Garnacha de La Rioja La casa de Bernarda Alba, de Federico García Lorca. Dirección Irina Kouberskaya y Hugo Pérez de la Pica | Premio Mejor Espectáculo Premio Mejor Dirección Premio Mejor Montaje Escenográfico                                 |
| 2012 | Premio Ojo Crítico de Teatro de RNE La casa de Bernarda Alba, de Federico García Lorca. Dirección Irina Kouberskaya y Hugo Pérez de la Pica                  | Premio a la Mejor Dirección                                                                                        |
| 2011 | XXXII Festival de Teatro Ciudad de Palencia La casa de Bernarda Alba, de Federico García Lorca. Dirección Irina Kouberskaya y Hugo Pérez de la Pica          | Premio a la Mejor Dirección                                                                                        |
| 2011 | Festival Internacional de Teatro de Chéjov de Yalta, Ucrania (2011) El jardín de los cerezos, de Antón Chéjov.                                               | Premio a la Mejor Dirección Premio a la Mejor Interpretación (Irina Kouberskaya) Premio al Mejor Colectivo teatral |
| 2009 | XXX Festival de Teatro Ciudad de Palencia Ligazón, de Ramón María del Valle-Inclán                                                                           | Premio Mejor Dirección                                                                                             |
| 2007 | I Premio Valle-Inclán de Teatro Retablo de la avaricia ,la lujuria y la muerte, de Ramón María del Valle-Inclán                                              | Finalista Mejor Dirección                                                                                          |